# Jordreva
Jordreva (Glechoma hederacea) är en flerårig ört med njurlika blad och violetta blommor som hör till familjen kransblommiga växter. Jordreva har ett säreget krypande växtsätt, vilket namnet "jordreva" antyder. Stjälken är en ovanjordisk horisontalstam, eller en liggstam, jämförlig med vedstammen hos linnea. Från de nedliggande stjälkarna utgår upprätta blombärande grenar med blommorna samlade i fåblommiga kransar i bladvecken. Som mest når örten en höjd på en och en halv decimeter. Örten är vid sina leder rotslående och förhåller sig alltså som en reva, som hos smultron och jordgubbar. 
Örtstammen förmår övervintra ovan jord, skyddad genom sitt läge invid marken, där den till stor del döljs av gräset. Dess växtlokaler är fuktiga, mullrika och helst beskuggade platser, dikeskanter, snår, lundar och liknande platser. 
Dess blomning är i gång redan i april och maj. De violetta blommorna sitter två och två i bladvecken. Såväl blad som blommor växlar i storlek efter lokalens fuktighet och bördighet. Oftast är jordrevans blommor tvåkönade men dessutom finns hos jordreva liksom hos backtimjan blommor med hälften så stor krona; de är honblommor på särskilda plantor, men de besöks av talrika insekter, så även de enkönade blommornas pollinering är betryggad.

## Synonymer
Calamintha hederacea (L.) Scop.
Chamaecissos hederaceus (L.) Nieuwl. & Lunell 	
Chamaeclema hederacea (L.) Moench
Glechoma borealis Salisb. 	nom. illeg.
Glechoma bulgarica Borbás
Glechoma hederacea subsp. glabriuscula (Neilr.) Gams
Glechoma hederacea var. micrantha (Rchb.) Nyman
Glechoma hederacea var. micrantha P.Fourn.
Glechoma heterophylla Opiz
Glechoma hindenburgiana Graebn.
Glechoma lamiifolia Schur
Glechoma longicaulis Dulac nom. illeg.
Glechoma magna Mérat
Glechoma micrantha Boenn. ex Rchb.
Glechoma rotundifolia Raf.
Nepeta glechoma Benth.
Nepeta hederacea (L.) Trévis.